# Художественный музей Делавэра
Художественный музей Делавэра (англ. Delaware Art Museum) — культурное учреждение США, расположенное в городе Уилмингтон. Обладает коллекцией из более чем 12000 произведений искусства. Здание музея было расширено и отремонтировано в 2005 году и в настоящее время занимает площадь в 9 акров (36000 м²). Имеет библиотеку имени Helen Farr Sloan, архив, художественную студию, а также кафе и музейный магазин.

## История
Был основан в 1912 году обществом Wilmington Society of the Fine Arts в честь художника Говарда Пайла после его смерти. Первоначально имел более чем 100 картин, рисунков и гравюр, предоставленных вдовой художника Энн Пайл. Своим уставом музей поставил цель распространения знаний и развития изящных искусств в штате Делавэр.
С 1912 по 1922 годы музей не имел постоянного здания. Его коллекция за это время пополнилась, в частности, даром Уилларда С. Морса, который подарил музею более ста различных рисунков Говарда Пайла. В 1922 году общество Wilmington Society of the Fine Arts арендовала для музея помещения в здании библиотеки на пересечении 10-й улицы и Маркет-стрит. Несмотря на Великую депрессию, общество собрало 350 000 долларов для нового здания, которое было открыто в 1938 году и музей стал называться Delaware Art Center.
Во время Второй мировой войны, в 1943 году, Wilmington Society of the Fine Arts  была расформирована и ей подразделения вошли в Delaware Art Center. К 1954 году его образовательные кафедры увеличились до более чем 500 студентов. Благодаря пожертвованию в 300000 долларов от Г. Флетчера Брауна, художественные залы и учебные помещения стали расширяться и в 1972 году Delaware Art Center получил аккредитацию Американского альянса музеев. Вскоре центр был переименован в Делавэрский художественный музей. Дальнейшее его расширение было выполнено в 1987 году, что удвоило площади музея.
В коллекции Художественного музея преобладают работы конца XIX - начала XX веков. В неё вошло собрание работ The Samuel & Mary R. Bancroft Pre-Raphaelite Collection. Здесь находится много произведений Говарда Пайла и его учеников — Фрэнка Шуновера, Стэнли Артурса и Ньюэлла Уайета. Начиная c 1961 годов много работ в музей передала Хелен Фарр Слоан, жена художника Джона Слоана. В 1970-х годах в музей были добавлены произведения современных американских художников — Луизы Берлявски-Невельсон, Роберта Мазервелла, Джорджа Сигала, Джима Дайна и Джейкоба Лоуренса.